# Tachypompilus
Tachypompilus  (лат.) — род дорожных ос  (Pompilidae).

## Распространение
Афротропика, Неарктика, Ориентальная область, Восточная Палеарктика.

## Описание
Среднего размера дорожные осы. 
Задний край проподеума с килем или коническим выступом. Лоб в средней части с отчётливым выступом выше усиковых впадин. Предположительно, как и другие близкие виды охотятся на пауков.